# Жос, Анатолий Константинович
Анатолий Константинович Жос (15 июля 1945, Омск) — советский футболист, нападающий и полузащитник. Мастер спорта СССР (1968).

## Биография
Воспитанник омской СДЮСШОР-14, первый тренер — Борис Демьянович Рыжинский.
С 1963 года находился в составе свердловского «Уралмаша», первый матч за команду провёл в 31 августа 1964 года в первой группе класса «А» против «Шахтёра» (Караганда). С 1965 года стал регулярно выступать за команду. В 1968 году стал победителем зонального и финального турниров первой лиги, за что получил звание мастера спорта. В 1969 году провёл 23 матча и забил 2 мяча в высшей лиге. Дебютный матч на высшем уровне сыграл 8 апреля 1969 года против ростовского СКА, а первый гол забил 3 мая 1969 года в ворота «Арарата». После вылета «Уралмаша» из высшей лиги продолжал играть за команду в низших дивизионах и в 1973 году стал победителем зонального и финального турниров второй лиги. Всего за свердловский клуб сыграл в первенствах СССР 258 матчей и забил 23 гола. Входил в состав сборной РСФСР.
В конце игровой карьеры провёл один сезон в составе нижнетагильского «Уральца» во второй лиге.
Окончил Свердловский техникум физической культуры (1976). В 1975—1987 годах работал тренером команды КФК «Юность» (Свердловск), затем — директором ДЮСШ № 13. Награждён званиями «Ветеран труда», «Отличник физической культуры и спорта», почётными грамотами.

## Личная жизнь
Брат Станислав (род. 1950) тоже был футболистом, выступал в командах второй лиги.